# Zhidou
Zhidou es un fabricante chino de microcoches, triciclos y scooters eléctricos con sede en Hangzhou que opera desde 2015. Pertenece a una empresa conjunta china entre Geely y XDY Machinery, Electronics Group y GSR Ventures.

## Historia
En junio de 2015, el consorcio chino Geely amplió su cartera de marcas de automóviles con una nueva filial, Zhidou. Fue creado como resultado de la cooperación entre el conglomerado automotriz y las empresas locales XDY Machinery, Electronics Group y GSR Ventures como parte de una empresa joint-venture con el nombre oficial 'Zhidou Electric Vehicle Co., Ltd. Ya en el año de su creación se estrenó el microcoche Zhidou D1 propulsado por eléctrico. El vehículo fue creado en cooperación entre Geely y la empresa china Zotye Auto, que lo desarrolló originalmente como prototipo en 2014. Simultáneamente con el estreno de Zhidou D1, el fabricante amplió su oferta con una variante D2 modernizada y mejor equipada. A finales de 2017, la oferta de modelos Zhidou se amplió con un nuevo modelo D3 que sirve como una alternativa más cómoda al más económico D2.

### Zhidou en Europa
La primera señal de la presencia de Zhidou en Europa fue la introducción de la empresa carsharing Flota 'N Go de microcoches D1 a Milán en Italia. A su vez, 3 años después, en 2018, Zhidou inició su expansión hacia los mercados de Europa Europa Occidental y Central, iniciar la venta de la variante D2S modificada para las necesidades de esta región en julio de este año.  En noviembre de 2018, a través de Electric Vehicles Polonia, las ventas de Zhidou D2S también comenzaron en el mercado polaco. En febrero de 2019, apareció un microcoche en la flota de la empresa polaca carsharing Traficar durante un período de prueba en Varsovia, que finalizó en octubre del mismo año. La compañía no ha decidido introducir definitivamente estos vehículos en su oferta.

### Quiebra y regreso
En 2019, Zhidou se declaró en quiebra y detuvo la producción de todos los vehículos que había fabricado hasta el momento. La empresa desapareció del mercado durante los siguientes 4 años, hasta que Geely se unió en mayo de 2023 con un nuevo grupo de coinversores, devolvió la marca Zhidou al mercado a través de una nueva empresa Nanjing Zhidou New Energy Automobile. Esta vez, una ciudad en otra región de China, Nanjing, fue elegida como sede. El principal accionista era la empresa local Hangzhou Jicheng Enterprise Management Consulting, y, además de Geely, también el fundador de la empresa anterior detrás de la marca Zhidou. En marzo de 2024, la compañía confirmó oficialmente su regreso al mercado con un nuevo microcoche eléctrico, Zhidou Rainbow cuando también se reveló que él fue el iniciador del regreso de la empresa al mercado, junto con otras empresas en quiebra Aiways y Haima.

## Productos
- Zhidou D1
- Zhidou D2
- Zhidou D2S
- Zhidou D3